# Tenzin Tethong
Tenzin Tethong (en tibetano: བཀྲས་མཐོང་བསྟན་འཛིན་རྣམ་རྒྱལ་) es un político tibetano. Tethong ha ejercido el cargo de Kalon Tripa (primer ministro) de la Administración Central Tibetana, el gobierno en el exilio. Tethong ha sido secretario y traductor del Ministerio de Educación tibetano (1967-68), representante del dalái lama en Nueva York entre 1973 y 1986, jefe de la delegación de negociadores tibetanos con China en 1980, representante del dalái lama en Washington entre 1987 y 1990, entre 1990-1995 ministro de varias carteras como Finanzas, Interior y Relaciones Internacionales y desde 2013 director de la sección de lengua tibetana de Radio Free Asia.

## Primeros años y educación
Tras el levantamiento tibetano de 1959, Tethong y su familia se exiliaron en India. Allí, completó su educación secundaria en la escuela Mount Hermon en Darjeeling, graduándose con honores en ciencias. Posteriormente, cursó estudios en la Universidad de Stanford, donde más tarde también trabajaría como académico.

## Carrera política
Tethong inició su servicio público en 1967 como secretario y traductor del Departamento de Educación de la Administración Central Tibetana (CTA). Entre 1973 y 1986, fue representante del dalái lama en Nueva York, y de 1987 a 1990, su representante especial en Washington D. C. En 1980, lideró la segunda delegación de tibetanos que visitó oficialmente el Tíbet y China.
En 1990, fue uno de los primeros ministros (Kalon) elegidos por un Congreso especial de tibetanos en el exilio en Dharamsala. Durante su mandato, ocupó diversas carteras, incluyendo Finanzas, Interior, Relaciones Internacionales y, entre 1993 y 1995, fue Kalon Tripa (primer ministro) de la CTA.

## Iniciativas sociales y culturales
Tethong ha sido un pionero en la creación de instituciones clave para la comunidad tibetana en el exilio. En 1968, junto a su hermano Tenzin Geyche y Sonam Topgyal, fundó la revista educativa Sheja, una de las primeras iniciativas no gubernamentales tibetanas. También fue editor interino de la revista Tibetan Review entre 1970 y 1972.  ￼ ￼
En 1970, cofundó el Congreso de la Juventud Tibetana (TYC), la organización no gubernamental más grande de la diáspora tibetana. Durante su tiempo en Nueva York, estableció The Tibet Fund y Potala Publications, y jugó un papel clave en la formación de varias iniciativas tibetanas en Estados Unidos y Canadá.  ￼ ￼
En 1995, asesoró en la producción de la película Siete años en el Tíbet, contribuyendo a la autenticidad de las escenas tibetanas. Al año siguiente, fue invitado como académico visitante en la Universidad de Stanford, donde enseñó historia y política contemporánea del Tíbet. También colaboró en la organización de visitas del dalái lama a Stanford, promoviendo diálogos entre el budismo y la ciencia.  